# Претиша
Претиша (серб. Претиша / Pretiša) — село в общине Вишеград Республики Сербской Боснии и Герцеговины. В настоящее время село необитаемо.